# 李騰瑢
李騰瑢，福建省永安縣人，清朝政治人物，廩貢出身。李騰瑢於1754年（乾隆19年）奉旨於台灣擔任福建省台灣府鳳山縣訓導。負責鳳山縣一帶教育方面的事務。